# Maria José Dias Barros
Maria José Dias Barros é uma ex-voleibolista brasileira que conquistou pela Seleção Brasileira Feminina de Voleibol a medalha de bronze nos Jogos Pan-Americanos de 1955.

## Carreira
Foi convocada para servir a Seleção Brasileira Feminina de Voleibol nos Jogos Pan-Americanos de 1955 e com as contusões das ex-voleibolistas Maria Imaculada Machado e Sônia Freire Araújo deixando a seleção com apenas 2 cortadoras e com altitude foi como fator contrário, as brasileiras foram guerreiras e mesmo assim de forma briosa conquista o bronze.